# Campeonato Europeo de Esgrima de 2001
El XIV Campeonato Europeo de Esgrima se realizó en Coblenza (Alemania) entre el 3 y el 8 de julio de 2001 bajo la organización de la Confederación Europea de Esgrima (CEE) y la Federación Alemana de Esgrima.
Las competiciones se realizaron en el pabellón Sporthalle Oberwerth de la ciudad alemana.

## Medallistas

### Masculino
| Evento              | Oro                                                                                | Plata                                                                            | Bronce                                                                           |
| ------------------- | ---------------------------------------------------------------------------------- | -------------------------------------------------------------------------------- | -------------------------------------------------------------------------------- |
| Florete individual  | Simone Vanni · Italia                                                              | Adam Krzesiński · Polonia                                                        | Ralf Bißdorf · Alemania · Attila Juhász · Hungría                                |
| Florete por equipos | Dominik Behr · Ralf Bißdorf · Lars Schache · Christian Schlechtweg · Alemania      | Cédric Gohy · Pierre Halut · Marc Pichon · Jean-Baptiste Van Elshander · Bélgica | Wojciech Szuchnicki · Adam Krzesiński · Sławomir Mocek · Tomasz Ciepły · Polonia |
| Espada individual   | Vitali Zajarov · Bielorrusia                                                       | Paolo Milanoli · Italia                                                          | Kaido Kaaberma · Estonia · Pavel Kolobkov · Rusia                                |
| Espada por equipos  | Maxym Jvorost · Olexandr Horbachuk · Dmytro Kariuchenko · Dmytro Chumak · Ucrania  | Jörg Fiedler · Michael Flegler · Daniel Strigel · Fabian Schmidt · Alemania      | Cédric Pillac Éric Boisse Frantz Philippe Benoît Janvier Francia                 |
| Sable individual    | Stanislav Pozdniakov · Rusia                                                       | Julien Pillet Francia                                                            | Mihai Covaliu · Rumania · Zsolt Nemcsik · Hungría                                |
| Sable por equipos   | Serguei Sharikov · Stanislav Pozdniakov · Alexei Frosin · Alexei Diachenko · Rusia | Julien Pillet Fabrice Gazin Nicolas Lopez Boris Sanson Francia                   | Domonkos Ferjancsik · Zsolt Nemcsik · Kende Fodor · Balázs Lengyel · Hungría     |

### Femenino
| Evento              | Oro                                                                                     | Plata                                                                          | Bronce                                                                       |
| ------------------- | --------------------------------------------------------------------------------------- | ------------------------------------------------------------------------------ | ---------------------------------------------------------------------------- |
| Florete individual  | Valentina Vezzali · Italia                                                              | Giovanna Trillini · Italia                                                     | Sabine Bau · Alemania · Edina Knapek · Hungría                               |
| Florete por equipos | Valentina Vezzali · Diana Bianchedi · Giovanna Trillini · Margherita Granbassi · Italia | Edina Knapek · Katalin Varga · Aida Mohamed · Gabriella Lantos · Hungría       | Roxana Scarlat · Claudia Vanță · Reka Lazăr-Szabo · Cristina Stahl · Rumania |
| Espada individual   | Ildikó Mincza · Hungría                                                                 | Tatiana Fajrutdinova · Rusia                                                   | Hajnalka Király · Hungría · Heidi Rohi · Estonia                             |
| Espada por equipos  | Adrienn Hormay · Hajnalka Király · Ildikó Mincza · Hajnalka Tóth · Hungría              | Tatiana Fajrutdinova · Anna Sivkova · Mariya Mazina · Tatiana Logunova · Rusia | Yeva Vybornova · Anna Harina · Olha Partala · Nataliya Konrad · Ucrania      |
| Sable individual    | Yelena Nechayeva · Rusia                                                                | Sandra Benad · Alemania                                                        | Ilaria Bianco · Italia · Orsolya Nagy · Hungría                              |
| Sable por equipos   | Sandra Benad · Susanne König · Stefanie Kubissa · Sabine Thieltges · Alemania           | Ilaria Bianco · Ramona Cataleta · Gioia Marzocca · Alessia Tognolli · Italia   | Katarzyna Kuzniak · Aleksandra Socha · Irena Więckowska · Polonia            |

## Medallero
| Núm. | País        | Oro | Plata | Bronce | Total |
| ---- | ----------- | --- | ----- | ------ | ----- |
| 1    | Italia      | 3   | 3     | 1      | 7     |
| 2    | Rusia       | 3   | 2     | 1      | 6     |
| 3    | Alemania    | 2   | 2     | 2      | 6     |
| 4    | Hungría     | 2   | 1     | 6      | 9     |
| 5    | Ucrania     | 1   | 0     | 1      | 2     |
| 6    | Bielorrusia | 1   | 0     | 0      | 1     |
| 7    | Francia     | 0   | 2     | 1      | 3     |
| 8    | Polonia     | 0   | 1     | 2      | 3     |
| 9    | Bélgica     | 0   | 1     | 0      | 1     |
| 10   | Estonia     | 0   | 0     | 2      | 2     |
| 10   | Rumania     | 0   | 0     | 2      | 2     |
|      | TOTAL       | 12  | 12    | 18     | 42    |